# Adeguatezza
In scienza della traduzione, il principio di adeguatezza indica una strategia di traduzione filologica e improntata all'originale (prototesto) e alla cultura emittente, nonché alle norme del suo sistema linguistico e letterario. È stato formulato per la prima volta dallo studioso israeliano Gideon Toury. 
In una traduzione adeguata, per esempio, vengono mantenuti intatti i riferimenti culturali, o le sfumature linguistiche o stilistiche dell'originale ritenute fondamentali per la piena ricezione del messaggio. L'adeguatezza è definita da Toury un approccio source-oriented, orientato al prototesto.
Viene contrapposto al principio di accettabilità.

## Vantaggi e svantaggi
Il vantaggio di una traduzione adeguata è che al lettore viene offerta la possibilità di entrare in contatto con elementi di un'altra cultura, arricchendo così la lettura, che può risultare più difficile ma anche più stimolante. D'altra parte, come fa notare Toury, un'eccessiva adeguatezza fa sì che la traduzione non sia scritta nella lingua della cultura ricevente, ma in una sorta di "lingua modello", che suona artificiosa al lettore. Il metatesto, inoltre, non verrebbe introdotto nella cultura ricevente, bensì "imposto" ad essa. In generale, una traduzione troppo adeguata corre il rischio di risultare incomprensibile per il lettore.
Anton Popovič ha coniato il termine traduzionalità con il quale affronta gli stessi problemi, ed è tra le fonti di Gideon Toury.